# 앵글로-웰시컵
앵글로-웰시컵(Anglo-Welsh Cup, LV Cup)은 1971년 시작한 아비바 프리미어십의 팀과 셀틱 리그의 웨일스 4팀들이 참가하는 잉글랜드와 웨일스의 토너먼트 럭비 유니온 대회이다. 현재 스폰서십은 영국의 보험 회사인 LV가 후원하여 LV컵이라고도 불린다.